# William H. Brockman Jr.
Pour les articles homonymes, voir Brockman.
William Herman Brockman Jr. est un militaire américain né le 18 novembre 1904 à Baltimore et mort le 1er février 1979 à Boca Raton.
Officier de la marine américaine pendant la Seconde Guerre mondiale, il est surtout connu comme le commandant du sous-marin USS Nautilus lors de la bataille de Midway.